# Regiunea Zanzibar West
Zanzibar West este o regiune a Tanzaniei, situată pe insula Zanzibar și a cărei capitală este Zanzibar. Are o populație de 431.000 locuitori și o suprafață de 230 km2.

## Subdiviziuni
Această regiune este divizată în 2 districte:
- Zanzibar Urban
- Zanzibar West